# Lissoteles vanduzeri
Lissoteles vanduzeri är en tvåvingeart som beskrevs av Cole 1923. Lissoteles vanduzeri ingår i släktet Lissoteles och familjen rovflugor. Inga underarter finns listade i Catalogue of Life.